# Kulovitý váček
Kulovitý váček (sacculus) je váček v labyrintu vnitřního ucha obratlovců. Jedná se o část rovnovážného (vestibulárního) aparátu, uvnitř váčku je epitel s místem zvaným „makula“ – shlukem vláskových buněk. Uvnitř váčku bývá přítomen tzv. otolit, konkrece uhličitanu vápenatého, která funguje podobně jako statolity v rovnovážných orgánech bezobratlých. Někdy (u ryb) otolit vyplňuje téměř celou dutinu váčku a jeho tvar může být používán pro určování druhů ryb. Funkcí kulovitého váčku je vnímání polohy těla, gravitace a lineárního zrychlování a zpomalování pohybu (podobně jako podobný, ale větší utriculus, tedy vejčitý váček).
Lidský sacculus je sférického (kulovitého) tvaru, má na délku asi 2–3 mm. Je spojen s vejčitým váčkem pomocí tzv. ductus utriculosaccularis. Ve vzpřímené poloze jsou řasinky vláskových buněk v kulovitém váčku uspořádány horizontálně, což je činí vnímavějšími vůči vertikálnímu pohybu (např. při seskoku z vyvýšeného místa – řasinky se ohýbají směrem nahoru). Z vláskových buněk se signál o pohybu převádí na příslušné neurony sluchově rovnovážného nervu, jímž putují do mozku.